# Mirco Carloni
Mirco Carloni (Fano, 14 gennaio 1981) è un politico italiano, deputato per la Lega nella XIX legislatura.
Ha rivestito inoltre la doppia carica di vicepresidente della Regione Marche e di assessore alle attività produttive dal 2020 al 2022.

## Biografia

### Istruzione
Nasce a Fano, in provincia di Pesaro e Urbino, il 14 gennaio 1981. Terminati gli studi presso il liceo scientifico Giacomo Torelli di Fano, si iscrive alla facoltà di giurisprudenza presso l'Università degli Studi di Urbino "Carlo Bo", dove si laurea in scienze giuridiche, per poi ottenere la laurea magistrale in giurisprudenza. Dal 2016 ha insegnato nelle università di Urbino e Pisa, fino a diventare cultore della materia di tecniche di finanziamento presso la facoltà di giurisprudenza dell'Università LUMSA Roma.

### Carriera politica
Comincia ad interessarsi di politica già dall'età di 18 anni, candidandosi alle elezioni comunali nelle Marche del 1999 al consiglio comunale della sua città tra le liste di Forza Italia, risultando eletto e venendo confermato nel 2004, quando viene nominato assessore al bilancio e alle politiche giovanili nella giunta di centrodestra presieduta da Stefano Aguzzi.
Alle elezioni politiche del 2006 è candidato alla Camera dei deputati per la circoscrizione Marche nelle liste di Forza Italia, non risultando eletto.
Alle elezioni amministrative del 2009 viene riconfermato consigliere comunale di Fano e nominato vicesindaco e assessore al turismo e allo sviluppo economico della seconda giunta Aguzzi, ma si dimette da tale incarico nel 2010 per candidarsi al consiglio regionale delle Marche in vista delle elezioni regionali di quell'anno, dove risulta eletto nella provincia di Pesaro-Urbino con 5.388 preferenze, il più votato nelle liste del Popolo della Libertà.
Alla dissoluzione del PdL nel 2013 decide di seguire Angelino Alfano nella costituzione del Nuovo Centrodestra, di cui è nominato coordinatore provinciale di Pesaro-Urbino nel settembre 2014.
Alle elezioni comunali del 2014 è candidato sindaco di Fano alla guida di una coalizione composta dal Nuovo Centrodestra, da Popolari per l'Italia e da tre liste civiche: ottiene l'11,22% e non accede al ballottaggio, risultando però eletto consigliere comunale per la quarta volta. L'anno successivo è rieletto consigliere regionale con 2.556 preferenze nella lista Marche 2020 - Area Popolare, che riuniva NCD e Unione di Centro. Viene quindi nominato Presidente della Commissione d'indagine, oltreché consigliere segretario dell'ufficio di Presidenza e vicepresidente della I Commissione permanente per gli affari istituzionali.
Nel 2017 segue la trasformazione di NCD in Alternativa Popolare, per poi aderire alla Lega per Salvini Premier nell'ottobre 2019.

### Vicepresidente e assessore delle Marche
Alle elezioni regionali del 2020 è riconfermato consigliere regionale nella medesima circoscrizione con 6.827 preferenze: viene poi nominato vicepresidente della Regione e assessore alle attività produttive dal presidente Francesco Acquaroli, alla guida di una giunta di centrodestra, entrando in carica il 15 ottobre di quell'anno.

### Elezione alla Camera
Alle elezioni politiche del 2022 si candida alla Camera nel collegio uninominale Marche - 04 (Pesaro) per la coalizione di centrodestra (in quota Lega), risultando eletto con il 44,21% dei voti e superando Giordano Masini del centrosinistra (27,98%) e Rossella Accoto del Movimento 5 Stelle (12,80%). Entrato in carica il 13 ottobre, pochi giorni dopo si dimette sia da vicepresidente che da assessore regionale.
Il 9 novembre 2022 viene eletto Presidente della 13ª Commissione Agricoltura.